# جوليا أورموند
جوليا أورموند (بالإنجليزية: Julia Ormond)‏ (ولدت 4 يناير، 1965 في إبسوم، ساري) ممثلة بريطانية شاركت في أفلام بارزة مثل أساطير الخريف (1994)، الفارس الأول (1995)، سابرينا (1995) وحلاق سيبيريا (1998), حصلت على جائزة إيمي لأفضل ممثلة مساعدة في مسلسل قصير أو فيلم عن دورها في فيلم معبد غراندين، كما رشحت جائزة إيمي برايم تايم لأفضل ضيفة شرف في مسلسل درامي.

## نشأتها
ولد أورموند في إبسوم، ساري، ابنة جوزفين، فني مختبر، وجون أورموند، مصمم برامج الكمبيوتر. درست المدارس المستقلة، أول غيلدفورد الثانوية ظهر لأول مرة أمام الجماهير في TRAFFIK، مسلسل تلفزيوني بريطاني 1989 حول تجارة الهيروين غير المشروعة

## مسيرتها المهنية

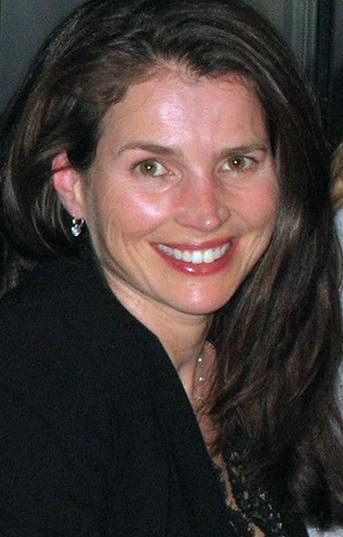
جوليا أورموند

شاركت عدة أفلام تلفزيونية في وقت مبكر من حياتها المهنية، مثل كاثرين يونغ (1991) وستالين (1992). في عام 1993 قدم فيلمها لأول مرة في دور البطولة في الفيلم الدولي، والطفل من ماكون. وفي العام التالي شاركت في بطولته مع براد بيت فيلم أساطير الخريف. ولعب أدوار مساعدة في أفلام مثل حالة بنيامين بوتون الغريبة (2008)، تشي: الجزء الأول (2008) واسبوعي مع مارلين (2011) شاشة التلفزيون، بدا كضيف شرف سلسلة سي اس آي: نيويورك.

## روابط خارجية
- جوليا أورموند على موقع IMDb (الإنجليزية)
- جوليا أورموند على موقع روتن توميتوز (الإنجليزية)
- جوليا أورموند على موقع مونزينجر (الألمانية)
- جوليا أورموند على موقع ألو سيني (الفرنسية)
- جوليا أورموند على موقع تيرنر كلاسيك موفيز (الإنجليزية)
- جوليا أورموند على موقع أول موفي (الإنجليزية)
- جوليا أورموند على موقع قاعدة بيانات الأفلام السويدية (السويدية)
- جوليا أورموند على موقع إن إن دي بي (الإنجليزية)
- جوليا أورموند على موقع قاعدة بيانات الفيلم (الإنجليزية)
- جوليا أورموند على موقع كينوبويسك (الروسية)